# فرانچسکو گاواتزی
فرانچسکو گاواتزی (ایتالیایی: Francesco Gavazzi؛ زادهٔ ۱ اوت ۱۹۸۴) دوچرخه‌سوار اهل ایتالیا است.

## باشگاهی
از باشگاه‌هایی که در آن رکاب زده‌است می‌توان به اندرونی جوکاتولی–سیدرمک، تیم یوای‌ئی امارات، تیم یوای‌ئی امارات، تیم یوای‌ئی امارات، تیم آستانه، و ویلیر تریستینا–سله ایتالیا اشاره کرد.